# AN's ALL STARS
AN's ALL STARS（アンズオールスターズ）は1998年10月9日から1999年4月2日まで文化放送で毎週金曜25:00 - 25:30に放送されていたラジオ番組「石川英郎と森久保祥太郎のあんずジャム」から派生したバンド。
元は番組のパーソナリティである石川英郎と森久保祥太郎の二人のユニットだったが、1999年3月の初ライブからライブごとにメンバーが増え、現在のバンド形態になる。

## メンバー
- 石川英郎（ボーカル、ピアニカ、KING、グッズ隊副隊長）
- 森久保祥太郎（はげまし係／ボーカル、ギター）
- 左人忠相（ギター、コーラス、グッズ隊 隊長）
- 乙部ヒロ（ドラム／亜矢、THE TRANSFORMER、云うだけ番長などのサポートミュージシャン）

旧メンバー
- 宮城ヒロシ（ベース／ドラマBGMにも参加）　2012年2月11日をもって脱退

## 曲リスト
- Happy X'mas（リスナーから歌詞を公募）
- あんずあめ（初オリジナル曲）
- OVER（リスナーから歌詞を公募）
- PJ
- Stand
- 『PEACE』
- Thank U
- Paint It White
- A-N-S~We are AN'S~
- ミスターマイク
- Alright!!
- おもむくままに...
- You are my sky, You are my ocean...
- NATIVE SONG
- Dear SKY（リスナーから歌詞を公募）
- 一番星（カバー。元は左人氏の前ユニットの曲）
- Happy Birthday（以前よりライブでのバースデードッキリの際に歌われていた）
- XTC…
- Brand-new-day
- Go my way
- LOUD
- 「×(罰)ゲーム」
- 未来（AS CUBEへ提供した楽曲のセルフカバー。アレンジが異なる）

## ディスコグラフィー

### シングル
- 1st「Paint it white／A-N-S～We are An's～」
- 2nd「Alright!!」2007年4月7日発売

### アルバム
- 1st「AN'S JAM」
- 2nd「カモンナ!!～Come on AN'S!!～」2007年6月9日発売
- 3rd「X-tension」2009年8月2日発売

### その他
- 「ラストエスコート～深夜の黒蝶物語～Originai Sound Track featuring AN'S ALL STARS」

『おもむくままに...』『You are my sky,You are my ocean...』各フルバージョン、カラオケバージョン収録。
- 「高橋美佳子と植田佳奈のこちらオーラー・コフィン・カンパニートークCD＊AN'S ALL STARS」

『ミスターマイク』収録

### DVD
- 「あんず伝説～We start before the day break～」
- 「Vitamin」2008年5月11日発売
- LIVE DVD「Virgin? Live Tour 2008 ～Welcome to An's HOSPITAL～」

## ライブ歴
1999年3月31日　渋谷DeSeO
ラジオの終了記念として様々なゲストを呼びライブを行う。
(ゲストは、とみやとさとさん、芝原チヤコ、野田順子、笠原留美、アンコールにゆかな等パーソナリティ二人の友人たちが登場。)
2000年2月12日　ゆうぽうと
文化放送主催のイベントで復活。「バレンタイン」をテーマに歌詞募集をしており。発表され、「略してシリーズ」が誕生する。(この時、乙部ヒロとヒロシがサポートメンバーとして演奏。左人忠相は客として来ていた)
2000年12月23日　横浜ベイホール
金月真美、神奈延年とジョイントライブが開催される。(この頃はAN's & AN's ALL STARSだった)
2001年11月4日　日本工学院専門学校蒲田校デジタルオープンスタジオ
日本工学院のかまた祭にて初のワンマンライブ。(この頃からAN's ALL STARSとなる)
2002年11月4日、同校で昨年に引き続きライブ。
2003年1月13日、2月14日　初台DOORS
ライブ中、1月はヒロシ、2月は森久保へのサプライズとして誕生日どっきりが
2003年3月30日　浜松町JUNK BOX
ライブ内で活動を一旦休止を宣言する。……が、
2003年5月25日、6月21日　原宿アストロホール
FM局4局主催のオーディションに応募(エントリー曲は「Peace」)。5月度マンスリーグランプリ獲得。6月のマンスリーライブにも出演。
2003年7月20日　渋谷BOXX
上記オーディションのファイナルへ進出。受賞はならず。
2004年3月14日　池袋CYBER
ワンマンとして1年ぶりのライブ。ホワイトデーなので飴玉が客席へ投げられる
2004年7月25日　CLUB CITTA'
初の夏ライブ。総勢21名がステージにあがるという盛大なお祭り的ライブになった。
2005年8月7日　科学技術館サイエンスホール
触れ合いをテーマとして初のイベントを決行。
2005年12月4日　CLUB CITTA'
4時間近くのステージ。泡雪を降らせたり、演奏者が増えたりと一段と豪華なライブに。
2006年7月30日　富士スピードウェイ
Super American Festivalでの初野外ライブ。
2006年8月6日　日比谷公会堂
OP・EDを提供したゲーム会社のイベントへのゲストながらミニライブ的な曲数で参加。
石川、森久保は出演者としても参加。
2006年12月10日　表参道FAB
初に近い（オーディションライブ除く）対バン形式でのライブ。
Dr.乙部氏が参加しているバンドも出演していたため、連続してプレイ。
2007年6月3日　表参道FAB
2ndアルバム発売記念のプレライブ開催予定。昼夜の2公演を予定。
2007年9月16日　中之島公園
中之島MUSIC CARNIVAL 07にて野外ライブ。
これが初の大阪上陸となった。
※普段は個々で活動している声優・ミュージシャンのため活動は不定期

## ラジオ
石川英郎と森久保祥太郎のあんずジャム
文化放送より1998年10月9日から1999年4月2日まで放送されていた。
AN's ALL STARSの AN'S JAM エピソードIII
BBQRより2005年7月1日から2006年1月まで配信されていた。
| 文化放送 金曜25:00-25:30枠                                        | 文化放送 金曜25:00-25:30枠                                          | 文化放送 金曜25:00-25:30枠                      |
| 前番組                                                            | 番組名                                                              | 次番組                                          |
| ----------------------------------------------------------------- | ------------------------------------------------------------------- | ----------------------------------------------- |
| Dreamcastアワー 北へ。White Illumination （1998年8月7日-10月2日） | 石川英郎と森久保祥太郎のあんずジャム （1998年10月9日-1999年4月2日） | ルビーにくちづけ （1999年4月9日-2009年10月2日） |